# الفرقة المدرعة 88
الفرقة المدرعة 88 (بالفارسية: لشکر 88 زرهی زاهدان) وهي فرقة مدرعة تخدم في محافظة سيستان وبلوشستان الإيرانية على الحدود الباكستانية الإيرانية ومقرها مدينة زاهدان. هذه الفرقة بالإضافة إلى الفرقة 77 للمشاة تخدم في المناطق الشرقية من إيران المتاخمة للحدود الباكستانية والأفغانية. اشتركت هذه الفرقة في الأعمال القتالية اثناء الحرب الإيرانية العراقية وقتل من 2400 جندي ومن ابرز العمليات التي اشتركت فيها هذه الفرقة عملية كربلاء6  وعملية مرصاد